# Elmano Santos
Elmano Santos est né le 23 mai 1966  à Funchal au (Portugal).
Il est arbitre de football depuis 1986. Il est promu dans le championnat portugais comme arbitre portugais de 1re catégorie lors de la saison 1999-2000.
Il fait partie de l'AF Madère.

## Statistiques
mis à jour à la fin de la saison 2008-2009
- 93 matches de 1re division portugaise.
- 119 matches de 2e division portugaise.